# João da Madre de Deus Araújo
Dom João da Madre de Deus Araújo, O.F.M. (Lisboa, 1621 - Salvador, 13 de junho de 1686) foi um prelado português,  arcebispo da Bahia e Primaz do Brasil.
Em 4 de maio de 1682, foi elevado a arcebispo da Arquidiocese de São Salvador da Bahia, sendo seu nome confirmado em 13 de setembro. Chegou a Salvador em 20 de maio de 1683, onde ficou até 1686, quando veio a falecer. Foi o primeiro arcebispo de Salvador a governar a arquidiocese diretamente da Sé.